# Zyras tambachensis
Zyras tambachensis – gatunek chrząszcza z rodziny kusakowatych i podrodziny rydzenic.
Gatunek ten opisał po raz pierwszy w 1996 roku Roberto Pace na łamach „Revue suisse de Zoologie”. Jako lokalizację typową wskazano kenijskie Tambach na wschód od Eldoretu.
Chrząszcz o błyszczącym, wydłużonym w zarysie ciele długości 5,8 mm. Głowa jest rudobrązowo ubarwiona, niemal niewyraźnie punktowana, pozbawiona siateczkowania. Czułki mają człony pierwszy i drugi rudożółte, pozostałe człony zaś brązowe. Rudożółte przedplecze ma wyraźne punktowanie, brak na nim natomiast siateczkowania. Brudnożółte pokrywy i rudożółty odwłok również są wyraźnie punktowane i niesiateczkowane. Kolor odnóży jest rudożółty.
Owad afrotropikalny, znany wyłącznie z Kenii. Spotkany na rzędnych 2000 m n.p.m.